# Bugeniai (stacja kolejowa)
Bugeniai (ros. Бугяняй) – towarowa stacja kolejowa w miejscowości Bučiškė, w rejonie możejskim, na Litwie.
Stacja obsługuje rafinerię ropy naftowej w Możejkach, należącą do Orlen Lietuva.

## Historia
Stacja powstała w czasach przynależności tych terenów do Związku Sowieckiego. Dawniej istniała możliwość wyjazdu z niej na zachód, do położonej w Łotewskiej SRR Lipawy. Po rozpadzie ZSRR Litwini rozebrali linię w stronę Łotwy. Obecnie dostęp do stacji możliwy jest jedynie z kierunku wschodniego.